# Avenida Primavera
La avenida Primavera es una de las principales avenidas de la ciudad de Lima, capital del Perú. Se extiende de oeste a este, en los distritos de San Borja y Santiago de Surco, a lo largo de 25 cuadras. Su trazo es la continuación de la avenida Angamos.

## Recorrido
Se inicia en la intersección de las avenidas San Luis y Caminos del Inca, siguiendo el trazo de la avenida Angamos Este. En sus primeras cuadras, la vía pasa por la urbanización Chacarilla del Estanque, perteneciente a los distritos de San Borja y Santiago de Surco. Asimismo, se encuentra un local de la Universidad Peruana del Arte ORVAL. Después, la zona comercial disminuye, con algunos negocios como restaurantes de comida rápida, locales de venta de artículos electrodomésticos y algunas entidades bancarias. Posteriormente, en la novena cuadra de la avenida, se ubica el Instituto Toulouse Lautrec. Más adelante, en su cruce con la carretera Panamericana Sur, se encuentra el Puente Primavera. En este punto, la avenida se adentra totalmente en el distrito de Santiago de Surco.
Las últimas cuadras de la vía, vuelven a ser zonas residenciales. Posteriormente, pasando el cruce con la avenida La Encalada, se ubica un supermercado Vivanda. A partir de ahí, la avenida tiene una circulación muy baja de vehículos, donde solo pasan algunos vehículos menores como taxis, autos y algunos micro buses. La vía desemboca en el cruce con el jirón José Nicolás Rodrigo. En este punto, se ubica el campus Monterrico de la Universidad Peruana de Ciencias Aplicadas. Asimismo, es el paradero final de algunas empresas de transporte público.